# Jimmy McIlroy
James „Jimmy” McIlroy (ur. 25 października 1931 w Lambeg, zm. 20 sierpnia 2018) – północnoirlandzki piłkarz występujący na pozycji pomocnika. Trener piłkarski.

## Kariera klubowa
McIlroy karierę rozpoczynał w 1949 roku w Glentoranie. W 1950 roku przeszedł do angielskiego Burnley. W 1960 roku zdobył z nim mistrzostwo Anglii, a w 1962 roku dotarł do finału Pucharu Anglii. W 1962 roku przeniósł się do Stoke City. W 1963 roku awansował z nim z Division Two do Division One. W trakcie sezonu 1965/1966 odszedł do Oldham Athletic, występującego w Division Three. Od 1966 roku był jego grającym trenerem. W 1968 roku zakończył karierę piłkarską. Jednocześnie przestał być szkoleniowcem Oldham.

## Kariera reprezentacyjna
W reprezentacji Irlandii Północnej McIlroy zadebiutował 6 października 1951 w przegranym 0:3 pojedynku British Home Championship ze Szkocją. 6 października 1956 w zremisowanym 1:1 spotkaniu British Home Championship z Anglią strzelił swojego pierwszego gola w zespole narodowym.
W 1958 roku został powołany do kadry na mistrzostwa świata. Zagrał na nich w meczach z Czechosłowacją (1:0), Argentyną (1:3), RFN (2:2), Czechosłowacją (2:1) oraz Francją (0:4). Z tamtego turnieju Irlandia Północna odpadła w ćwierćfinale.
W latach 1951–1965 w drużynie narodowej McIlroy rozegrał 55 spotkań i zdobył 10 bramek.